# デヴィッド・ハント (俳優)
デヴィッド・ハント（David Hunt）は、イギリスの俳優。

## 出演作品
- 大人の女子会・ナイトアウト Moms' Night Out (2014) 兼製作総指揮
- Homeland シーズン8
- MAD MEN　マッドメン シーズン5
- キャッスル　～ミステリー作家は事件がお好き シーズン4
- ハリウッド式　恋のから騒ぎ
- 24 TWENTY FOUR シーズン VI（ダレン・マッカーシー）
- アメイジング・グレイス
- オリエント急行殺人事件 ～死の片道切符～
- HEY!レイモンド 第4シーズン
- HEY!レイモンド 第3シーズン
- ジェイド
- ダーティハリー5（ハーラン・ルーク）
- B.L.ストライカー/復讐のシャドー・コップ（レン・スタラット）